# Небиловський Василь
Василь Небиловський (1845, Небилів — 18 січня 1916, Перегінське) — український священник (УГКЦ), громадський діяч.

## Життєпис
Народився 1845 року. Висвячений на священника у 1876 році. Після висвячення став сотрудником на парафії в Перегінському (до 1882 року), потім був адміністратором (1882–1884), а від 1884 року — парох Перегінського.
Посол до Галицького краєвого сейму 7-го скликання: 1895–1901 роки; обраний від округу № 34 IV курії (Долинський повіт), входив до «Клубу руських послів соймових» Як депутат Галицького сейму вирізнявся активною й патріотичною позицією серед інших священників-депутатів.